# جيك ذا سنيك روبرتس
جيك روبرتس (بالإنجليزية: Jake Roberts)‏ (30 مايو 1955) مصارع أمريكي محترف . ويعرف أيضا باسم جيك ذا سنيك روبرتس وسبب هذا الاسم لانه يجلب معه ثعبان ضخم في الحلبة . وهو مسجل في الدبليو الدبليو إي.

## روابط خارجية
- جيك ذا سنيك روبرتس على موقع IMDb (الإنجليزية)
- جيك ذا سنيك روبرتس على موقع ميوزك برينز (الإنجليزية)
- جيك ذا سنيك روبرتس على موقع إن إن دي بي (الإنجليزية)
- جيك ذا سنيك روبرتس على موقع ديسكوغز (الإنجليزية)
- جيك ذا سنيك روبرتس على موقع قاعدة بيانات الفيلم (الإنجليزية)
- جيك ذا سنيك روبرتس على موقع دبليو دبليو إي (الإنجليزية)
- جيك ذا سنيك روبرتس على موقع WrestlingData.com (الإنجليزية)
- جيك ذا سنيك روبرتس على موقع CageMatch worker (الإنجليزية)
- جيك ذا سنيك روبرتس على موقع قاعدة بيانات المصارعة على الإنترنت (الإنجليزية)
- جيك ذا سنيك روبرتس على موقع عالم المصارعة على الإنترنت (الإنجليزية)
- جيك ذا سنيك روبرتس على موقع عالم المصارعة على الإنترنت (الإنجليزية)

- الموقع الرسمي
- صفحة Jake Roberts على دبليو دبليو إي.كوم